# Майк Пиромпхон
Майк Пиромпхон (ไมค์ ภิรมย์พร) е тайландски музикант и певец. Освен това се занимава и с Лук тхунг музика.

## Биография
Майк Пиромпхон е роден на 1966 г. в Удонтхани. Като дете се интересува от музика. Започва да пее и свири на барабани, когато е едва 20-годишен. През 1995 година той започна обучение в GMM Grammy. Има дъщеря Мевади, Пхонпимол и Ганяна.

## Дискография

### Студийни албуми
- 1995 – „Kan Lang Kor Lao“ (на тайски: คันหลังก็ลาว)
- 1996 – „Nam Ta Lon Bon Toe Jeen“ (на тайски: น้ำตาหล่นบนโต๊ะจีน)
- 1998 – „Ya Jai Khon Jon“ (на тайски: ยาใจคนจน)
- 2000 – „Nuei Mai Khon Dee“ (на тайски: เหนื่อยไหมคนดี)
- 2007 – „Yang Rak Kan Yoo Rue Plao“ (на тайски: ยังรักกันอยู่หรือเปล่า)
- 2018 – „Bon Thanon Sai Khon Dee“ (на тайски: บนถนนสายคนดี)
- 2019 – „Status Bor Koei Pliean“ (на тайски: สเตเตัสบ่เคยเปลี่ยน)

### Сингли
- 2017 года – Klab Kham Sa Lar[8]